# Personalratswahl
Bei der Personalratswahl handelt es sich um die Wahl von Vertretungen der Beschäftigten im öffentlichen Dienst in Deutschland. In privatwirtschaftlich verfassten Betrieben werden dagegen Betriebsräte gewählt. Bei den beiden großen verfassten Kirchen, der evangelischen Kirche und der römisch-katholischen Kirche sowie den christlichen Wohlfahrtsorganisationen werden Mitarbeitervertretungen gebildet
Die Personalvertretung repräsentiert die Beschäftigten einer Dienststelle. Sie wird durch Wahlen gebildet. Ab mindestens fünf Wahlberechtigten in einer Dienststelle ist ein Personalrat zu wählen. In der Regel finden diese Wahlen alle vier Jahre statt, das Verfahren ist in den jeweiligen Personalvertretungsgesetzen und den dazu erlassenen Wahlordnungen geregelt. Die folgenden Erläuterungen beziehen sich schwerpunktmäßig auf das Bundespersonalvertretungsgesetz (BPersVG). In den für die Einrichtungen der Länder und der Kommunen geltenden Landespersonalvertretungsgesetzen und ihren Wahlordnungen gelten teilweise abweichende Regelungen.

## Zusammensetzung des Personalrats
Der Personalrat setzt sich aus den gewählten Vertretern der Beschäftigten der jeweiligen Dienststelle zusammen. Dabei gilt grundsätzlich, dass Arbeitnehmer und Beamte jeweils eigene Kandidaten wählen (Gruppenwahl). Die Gruppen der Arbeiter und Angestellten wurden als Folge des TVöD bzw. des TV-L und auch der insoweit geänderten Sozialgesetzgebung, die diese Unterscheidung beendet haben, in den Gesetzen unter dem Begriff der Arbeitnehmer zusammengefasst. Die Wahlvorschriften ähneln denen des Betriebsverfassungsrechtes mit der Ausnahme, dass die Gruppen getrennt wählen.
Die Zahl der Vertreter für die einzelnen Gruppen muss ihrem Anteil unter den Beschäftigten entsprechen, sofern der Personalrat aus mindestens drei Mitgliedern besteht. Hat eine Gruppe nicht mehr als fünf Angehörige, erhält sie nur eine Vertretung, wenn sie mindestens ein Zwanzigstel der Beschäftigten der Dienststelle umfasst. § 17 Abs. 3 BPersVG regelt, wie viele Mandate einer Gruppe mindestens zustehen, wenn sie eine bestimmte Größe hat. Nach den Landesgesetzen in Hessen und Niedersachsen sind die Geschlechterverhältnisse in den Gruppen zusätzlich festzustellen; durch getrennte Aufstellung der Wahlvorschläge und entsprechende Gestaltung des Auszählungsverfahrens soll sichergestellt werden, dass Kandidaten des jeweiligen Geschlechtes in den Personalrat berufen werden.
Für mehrere gleichartige Dienststellen einer Verwaltung gibt es einen Gesamtpersonalrat. Teilweise ist die Zahl der Mitglieder eines Personalrats geringer als im Betriebsrat gleich großer Organisationen. So besteht der Personalrat einer Dienststelle mit 250 Beschäftigten aus sieben Personen, während ein Betriebsrat in einem gleich großen privatrechtlich verfassten Unternehmen neun Mitglieder hat.

## Wahlvorstand
Für die Wahlen wird in der Regel vom bisher amtierenden Personalrat ein Wahlvorstand bestellt. Dies gilt auch nach Rücktritt des bisherigen Personalrats, da dieser bis zur Konstituierung des neu gewählten Personalrats im Amt ist. Der Wahlvorstand besteht aus drei Personen (Vorsitz und zwei weitere Mitglieder, auch Beisitzer genannt), jeweils mit Stellvertretern. Die Bestellung soll so zeitig geschehen, dass die Neuwahl rechtzeitig vor Ablauf der Wahlperiode des bisherigen Personalrates durchgeführt werden kann. Hierzu ist ein Beschluss des Personalratsplenums mit einfacher Stimmenmehrheit nötig. Ist sechs Wochen (in einigen Bundesländern, z. B. NRW acht Wochen) vor Ablauf der Amtszeit noch kein Wahlvorstand bestellt, müssen die Beschäftigten oder in der Dienststelle vertretene Gewerkschaften initiativ werden und die Einberufung einer Personalversammlung beim Dienststellenleiter beantragen, der dem Antrag entsprechen muss. Die Versammlung wählt dann den Wahlvorstand.
Besteht in einer Dienststelle kein Personalrat (z. B. weil sie neu errichtet wurde), beruft der Dienststellenleiter von Amts wegen unverzüglich eine Personalversammlung ein, die den Wahlvorstand bestellt.
Findet keine Versammlung statt (etwa weil der Dienststellenleiter sie nicht einberuft oder keine Teilnehmer erscheinen) oder wird dort kein Wahlvorstand gewählt, ist auf Antrag von mindestens drei Wahlberechtigten oder einer in der Dienststelle vertretenen Gewerkschaft vom Dienststellenleiter selbst ein Wahlvorstand zu bestellen. Im Falle der Auflösung des Personalrates wegen Pflichtverletzungen durch gerichtliche Entscheidung bestellt der Vorsitzende der Fachkammer des Verwaltungsgerichtes zugleich einen neuen Wahlvorstand. Wurde die Wahl des Personalrats erfolgreich angefochten, muss sie wiederholt werden. Dazu ist ein neuer Wahlvorstand von einer Personalversammlung zu bestellen. Da dieser Wahlvorstand, anders als der vom Verwaltungsgericht bestellte, keine Personalratsfunktion übernimmt, entsteht vorübergehend bis zur Wahl des neuen Personalrats eine personalratslose Zeit.

## Wahlausschreiben
Der Wahlvorstand erlässt ein dienststellenöffentliches Wahlausschreiben, in dem die Beschäftigtenzahl, die daraus resultierende Größe des zu wählenden Gremium, die Verteilung der Mandate auf die genannten Gruppen und Modalitäten der Wahl in den jeweiligen Dienststellen festgelegt sind und u. a. zum Einreichen von Wahlvorschlägen innerhalb der gesetzlichen Frist (meist 3 Wochen) aufgerufen wird. Zum Teil wird für Teile von Dienststellen auch die obligatorische schriftliche Stimmabgabe (Briefwahl) angeordnet, vor allem bei Dienststellen mit vielen Standorten, Schicht- oder Außendiensttätigkeiten. Die generelle Anordnung von Briefwahl für eine gesamte Dienststelle ist  unzulässig. Die – im BPersVG selbst nicht einmal erwähnte – Briefwahl soll die Ausnahme bleiben (BVerwG, Beschluss vom 3. März 2003, ZfPR 2003, 104); deshalb lassen die Verordnungsgeber sie nur unter bestimmten, klar definierten Bedingungen zu.

## Wahlvorschläge
Wahlvorschläge werden aus dem Kreis der Beschäftigten oder von den in der Dienststelle vertretenen Gewerkschaften eingereicht. Im Geltungsbereich der Personalvertretungsgesetze sind dies vor allem die im dbb Beamtenbund und Tarifunion und die im Deutschen Gewerkschaftsbund zusammengeschlossenen Gewerkschaften des öffentlichen Dienstes, die größte Verbreitung davon hat die Vereinte Dienstleistungsgewerkschaft ver.di.
Für die Wahlvorschläge der Beschäftigten sind Unterstützungsunterschriften aus dem Kreis der Wahlberechtigten erforderlich. Je nach Größe der Gruppe müssen ein Zwanzigstel der Wahlberechtigten der Gruppe, mindestens jedoch drei, maximal fünfzig (in NRW maximal 100) Wahlberechtigte den Wahlvorschlag unterschreiben. Es gibt zwei Gruppen von Beschäftigten: Beamte und Arbeitnehmer. Die Wahlvorschläge der Gewerkschaften müssen nur von zwei Beauftragten dieser Gewerkschaft unterschrieben werden. Zusätzlich enthalten einige Landespersonalvertretungsgesetze Regelungen zur anteiligen Vertretung der Geschlechter, die bei der Erstellung der Wahlvorschläge beachtet werden müssen.
Wenn nur ein Wahlvorschlag (Liste) für eine Gruppe eingereicht wurde, findet Mehrheitswahl (Personenwahl) statt. Werden mehrere Listen für eine Gruppe eingereicht, so findet Verhältniswahl (Listenwahl) statt. Bei der Mehrheitswahl können maximal so viele Kandidaten auf dem Stimmzettel angekreuzt werden, wie Mandate in der Beschäftigtengruppe zu vergeben sind.
Bei Listenwahl kann nur die jeweilige gesamte Liste angekreuzt werden. Bei den Wahlen nach dem BayPVG in Bayern kann auch kumuliert, nach dem LPVG BaWü in Baden-Württemberg zusätzlich auch panaschiert werden.

## Wahl von Stufenvertretungen
Gibt es für die Dienststelle eine Stufenvertretung (Hauptpersonalrat, Bezirkspersonalrat), weil sie zu einer größeren Landes- oder Bundesbehörde gehört, oder einen Gesamtpersonalrat, weil neben ihr noch weitere Dienststellen auf der gleichen Ebene bestehen, wählen die Beschäftigten sowohl den örtlichen Personalrat als auch die Stufenvertretung und/oder den Gesamtpersonalrat in der Regel gleichzeitig. Die Wahldurchführung obliegt dabei den Wahlvorständen der jeweiligen Ebene (Haupt-, Bezirks-, Gesamtwahlvorstand). Diese legen die Termine fest, stellen auf der Grundlage der Angaben der örtlichen Personalräte die Zusammensetzung des zu wählenden Personalrats fest, erlassen den wesentlichen Teil des Wahlausschreibens und nehmen die Wahlvorschläge entgegen. Nach der Stimmabgabe stellen sie die von den örtlichen Wahlvorständen für die Wahl der Stufenvertretung ermittelten Teilergebnisse zu einem Gesamtergebnis zusammen. Die örtlichen Wahlvorstände führen die Wahl in den einzelnen Dienststellen (z. B. die Stimmabgabe) nach den Vorgaben der Stufenwahlvorstände durch.

## Wahlberechtigung
Wahlberechtigt sind im Bereich des Bundespersonalvertretungsgesetzes i. d. R. alle Beschäftigten, die älter als 16 Jahre sind. In einigen Landespersonalvertretungsgesetzen besteht die Wahlberechtigung unabhängig vom Alter bzw. ab dem 16. Lebensjahr (Bayern, Hamburg, Schleswig-Holstein). Die Staatsangehörigkeit spielt bei Personalratswahlen keine Rolle, jedoch darf den Beschäftigten das Wahlrecht nicht durch Richterspruch aberkannt worden sein. Bei Wahlen nach einigen Landespersonalvertretungsgesetzen sind auch Personen wahlberechtigt, die in die Dienststelle integriert sind, ohne in einem Beschäftigungs- oder Beamtenverhältnis zu stehen (z. B. § 4 LPVG Baden-Württemberg, § 5 HPVG Hessen, NPersVG Niedersachsen, LPVG NRW). Dies kann z. B. (dauerhafte) Honorarkräfte oder arbeitnehmerähnliche Personen nach § 12a des Tarifvertragsgesetzes betreffen.

## Wählbarkeit
Wählbar sind Beschäftigte, die schon eine Zeit der Dienststelle angehören (meistens sechs Monate). Zusätzlich wird verbreitet eine wesentlich längere Mindestzeit verlangt, etwa in Sachsen-Anhalt eine Beschäftigung „seit einem Jahr im öffentlichen Dienst“ nach § 14 Abs. 1 PersVG LSA. Die einzelnen Personalvertretungsgesetze differieren bei diesen Wahlgrundsätzen nicht mehr nach der wöchentlichen Arbeitszeit, wie das bis vor wenigen Jahren noch der Fall war. Nach einer Beschwerde der EU wurden die meisten Gesetze so angepasst, dass auch Teilzeitbeschäftigte mit geringer wöchentlicher Arbeitszeit kandidieren und gewählt werden können. Sollte es noch vereinzelt solche Normen geben, wären diese als diskriminierend, als nicht konform mit EU-Recht bzw. als nichtig anzusehen. Jedoch sind in den meisten Bundesländern Beschäftigte mit Entscheidungsbefugnis in Personalangelegenheiten nicht wählbar, teilweise gilt das auch für Frauen- oder Gleichstellungsbeauftragte z. B. in Baden-Württemberg, Hamburg, Hessen, Niedersachsen, NRW, Rheinland-Pfalz, Saarland und Thüringen sowie als Soll-Vorschrift in Mecklenburg-Vorpommern und Schleswig-Holstein.
Bei Abordnungen und unbezahltem Sonderurlaub entfällt das Wahlrecht nach bestimmten Zeiträumen (unterschiedlich in den einzelnen Personalvertretungsgesetzen, meist nach drei bis sechs Monaten). In Bayern, NRW, Rheinland-Pfalz, Saarland und Thüringen bleibt das Wahlrecht kommunaler Beschäftigter trotz einer Abordnung zum Jobcenter (Bundesbehörde) erhalten. In der Freizeitphase der Altersteilzeit im Blockmodell verlieren die Beschäftigten nach der Rechtsprechung des BVerwG (Beschluss vom 15. Mai 2002, Az. 6 P 8.01) das aktive und passive Wahlrecht vom ersten Tage der Freistellung an.

## Stimmabgabe
Die Wahl selbst erfolgt durch persönliche oder schriftliche Stimmabgabe (Briefwahl). Sie ist entsprechend den Wahlrechtsgrundsätzen, wie sie auch für politische Wahlen gelten, geheim. Die Stimmauszählung erfolgt dienststellenöffentlich und das Ergebnis ist in der Dienststelle durch Aushang bekanntzumachen. Üblich ist neuerdings zusätzlich auch eine Bekanntgabe im dienststelleneigenen Intranet. Die Frist für eine mögliche Anfechtung der Wahl wird allerdings nur durch die schriftliche Bekanntmachung durch Aushang in Gang gesetzt.

## Konstituierende Sitzung des neuen Personalrates
In der Regel binnen einer Woche nach Bekanntgabe der Wahlergebnisse hat der Wahlvorstand die gewählten Personalratsmitglieder zu einer konstituierenden Personalratssitzung einzuladen, die je nach anzuwendendem Gesetz bis zur Wahl eines Wahlleiters bzw. einer oder eines Vorsitzenden durch den Personalrat vom Wahlvorstand geleitet wird. Gegenstand dieser konstituierenden Sitzung ist die Wahl des oder der Personalratsvorsitzenden und der Stellvertreter (bzw. des Personalratsvorstandes). Trotz Konstituierung des neuen Personalrats bleibt der bestehende Personalrat bis zum Ablauf seiner Amtszeit im Amt und ist solange für beteiligungspflichtige Angelegenheiten zuständig. In der Praxis ist es möglich, dass der bisherige Personalrat nach der Konstituierung des neuen Personalrates seinen Rücktritt erklärt.

## Wahlanfechtung
Mindestens drei Wahlberechtigte, eine in der Dienststelle vertretene Gewerkschaft oder der Dienststellenleiter können binnen einer Frist von zwölf Arbeitstagen (nach Landesrecht in NRW binnen 2 Wochen), vom Tage der Bekanntgabe des Wahlergebnisses an gerechnet, die Wahl beim Verwaltungsgericht anfechten, wenn gegen wesentliche Vorschriften über das Wahlrecht, die Wählbarkeit oder das Wahlverfahren verstoßen worden und eine Berichtigung nicht erfolgt ist. Dies gilt dann nicht, wenn durch den Verstoß das Wahlergebnis nicht geändert oder beeinflusst werden konnte.

## Termine von Personalratswahlen
Die Personalratswahlen finden in den meisten Bundesländern in der ersten Jahreshälfte (April – Mai) statt. In welchem Kalenderjahr gewählt wird, ist in den einzelnen Bundesländern unterschiedlich.
Nächste Wahltermine:
Bereich des Bundespersonalvertretungsgesetzes: 2020. Wegen der Corona-Epidemie wurde durch einen neuen § 26a BPersVG die mögliche Amtszeit der Personalräte in den Bundesdienststellen bis zum 31. März 2021 verlängert. Wo im regulären Zeitraum 1. März bis 31. Mai 2020 noch nicht gewählt wurde, kann dies bis spätestens 31. März 2021 nachgeholt werden. Konstituiert sich ein neugewählter Personalrat in dieser Zeit, endet damit die Amtszeit des bestehenden.
Bereich der Landespersonalvertretungsgesetze:
- Baden-Württemberg: 2024, Wahlperiode fünf Jahre
- Bayern: 2021, Wahlperiode fünf Jahre
- Berlin: 2020, Wahlperiode vier Jahre
- Brandenburg: 2022, Wahlperiode vier Jahre
- Bremen: 2020, Wahlperiode vier Jahre
- Hamburg: 2022, Wahlperiode vier Jahre
- Hessen: Der Termin 2020 wurde am 23. März 2020 vom Hessischen Landtag aufgehoben. Ein neuer Termin wird vom Innenministerium festgelegt, spätestens zum Ende Mai 2021. Die bestehenden Personalräte bleiben so lange im Amt. Wahlperiode vier Jahre
- Mecklenburg-Vorpommern: 2021, Wahlperiode vier Jahre
- Niedersachsen: 2024, Wahlperiode vier Jahre
- Nordrhein-Westfalen: regulär 2020, Wahlperiode vier Jahre. Personalräte, die für die bis 30. Juni 2020 laufende Wahlperiode gewählt wurden, bleiben bis zu einer Neuwahl, spätestens bis zum 30. Juni 2021 im Amt.
- Rheinland-Pfalz: 2021, Wahlperiode vier Jahre
- Saarland: 2021, Wahlperiode vier Jahre
- Sachsen: 2021, Wahlperiode fünf Jahre
- Sachsen-Anhalt: 2020, Wahlperiode fünf Jahre. 2020 wurden die Wahlen bis spätestens 4. Dezember 2020 verschoben. Die amtierenden Personalräte bleiben längstens bis 31. Dezember 2020 im Amt. Soweit die Wahlen 2020 bereits stattgefunden haben und das Ergebnis festgestellt wurde, ändert sich nichts. (Gesetz zur Verschiebung der Personalratswahlen vom 8. April 2020)
- Schleswig-Holstein: 2023, Wahlperiode vier Jahre
- Thüringen: 2022, Wahlperiode fünf Jahre (geändert durch Gesetz vom 8. Juni 2019)